# Axel von Kaphengst

Axel von Kaphengst

Axel Caspar Ernst von Kaphengst (* 21. August 1870 in Reppen; † 5. März 1913 in Nervi) war Rittergutsbesitzer und Mitglied des Deutschen Reichstags.

## Leben

### Herkunft
Axel war ein Sohn des Gutsbesitzers von Erich von Kaphengst (1836–1882) und dessen Ehefrau Adelheid, geborene Vogel von Falkenstein (1829–1882).  Sein Vater war Herr auf Kohlow, Klein-Lübbichow und Reppen.

### Karriere
Kaphengst besuchte das Gymnasium in Frankfurt (Oder) und als Zögling das bekannte Alumnat der Ritterakademie Brandenburg am Dom zu Brandenburg. Von 1890 bis 1893 war er aktiver Offizier im Ulanen-Regiment „Kaiser Alexander II. von Rußland“ (1. Brandenburgisches) Nr. 3 der Preußischen Armee in Fürstenwalde. Anschließend trat zu den Reserveoffizieren des Regiments über, avancierte zum Rittmeister und erhielt die Landwehrdienstauszeichnung I. Klasse. Kaphengst übernahm dann das sich im Besitz seiner Familie befindliche Rittergut Kohlow bei Reppen in der Neumark. Diese Besitzung ist nach dem fast zeitgleich amtlich publizierten Generaladressbuch der Rittergutsbesitzer für das Königreich Preussen das Rittergut Kohlow mit 689 ha, und das nicht kreistagsfähige Kohlow-Vorwerk mit 21 ha. Auf dem Gut betrieb man neben der Landwirtschaft eine Schrotmühle, eine Stärkefabrik und eine Ziegelei. Kohlow galt als Vorzeigegut seiner Zeit.
Er war Mitglied des Kreistages und Kreisausschusses des Kreises Weststernberg, Vorsitzender und Gründer des Vereins für soziale innere Kolonisation Deutschlands, Vorsitzender des Zentralverbandes deutscher Arbeiterkolonien, des Brandenburgischen Provinzialvereins zur Bekämpfung des Vagabundentums, des Verbandes der Spar- und Darlehnskassen im Lande Sternberg und des Kreis-Krieger-Verbandes im Kreis Weststernberg.
Ab 1907 war er Mitglied des Deutschen Reichstags für den Wahlkreis Regierungsbezirk Frankfurt 5 Oststernberg, Weststernberg und die Deutschkonservative Partei.
Kaphengst war Rechtsritter des Johanniterordens, Mitglied in der Provinzial-Genossenschaft Brandenburg seit 1901,  und Inhaber des Ölberg-Kreuzes.

### Familie
Er hatte sich am 14. November 1893 in Frauendorf mit Elisabeth Richter (1873–1952) verheiratet, die später lange in Berlin lebte. Aus der Ehe gingen drei Töchter und ein Sohn hervor. Erben wurde die Familie des Sohnes Karl-Erich (1903–1945), Oberleutnant und Ehrenritter des Johanniterordens.